# Collège de déontologie de la juridiction administrative
Le collège de déontologie de la juridiction administrative est une instance du Conseil d'État français. Elle est chargée de répondre, par des avis, aux questions de déontologie que les juges administratifs sont susceptibles de rencontrer dans l’exercice de leurs fonctions

## Historique
Le collège de déontologie de la juridiction administrative a été installé par le vice-président du Conseil d’État le 20 mars 2012, à la suite de la mise en place d'une charte de déontologie concernant les membres de la juridiction administrative en France,.

## Organisation
Pour un article plus général, voir Ordre administratif en France.
Selon l'article L131-4 de la loi no 2016-483 du 20 avril 2016, le vice-président du Conseil d'État établit, après avis du collège de déontologie de la juridiction administrative, une charte de déontologie énonçant les principes déontologiques et les bonnes pratiques propres à l'exercice des fonctions de membre de la juridiction administrative.
- L'article L131-5 présente la composition du collège de déontologie de la juridiction administrative :

1. D'un membre du Conseil d'État élu par l'assemblée générale ;
2. D'un magistrat des tribunaux administratifs et des cours administratives d'appel élu par le Conseil supérieur des tribunaux administratifs et cours administratives d'appel (CSTACAA) ;
3. D'une personnalité extérieure désignée alternativement par le premier président de la Cour de cassation parmi les magistrats en fonction à la Cour de cassation ou honoraires et par le premier président de la Cour des comptes parmi les magistrats en fonction à la Cour des comptes ou honoraires ;
4. D'une personnalité qualifiée nommée par le président de la République, en dehors des membres du Conseil d'État et des magistrats des tribunaux administratifs et des cours administratives d'appel, sur proposition du vice-président du Conseil d'État.

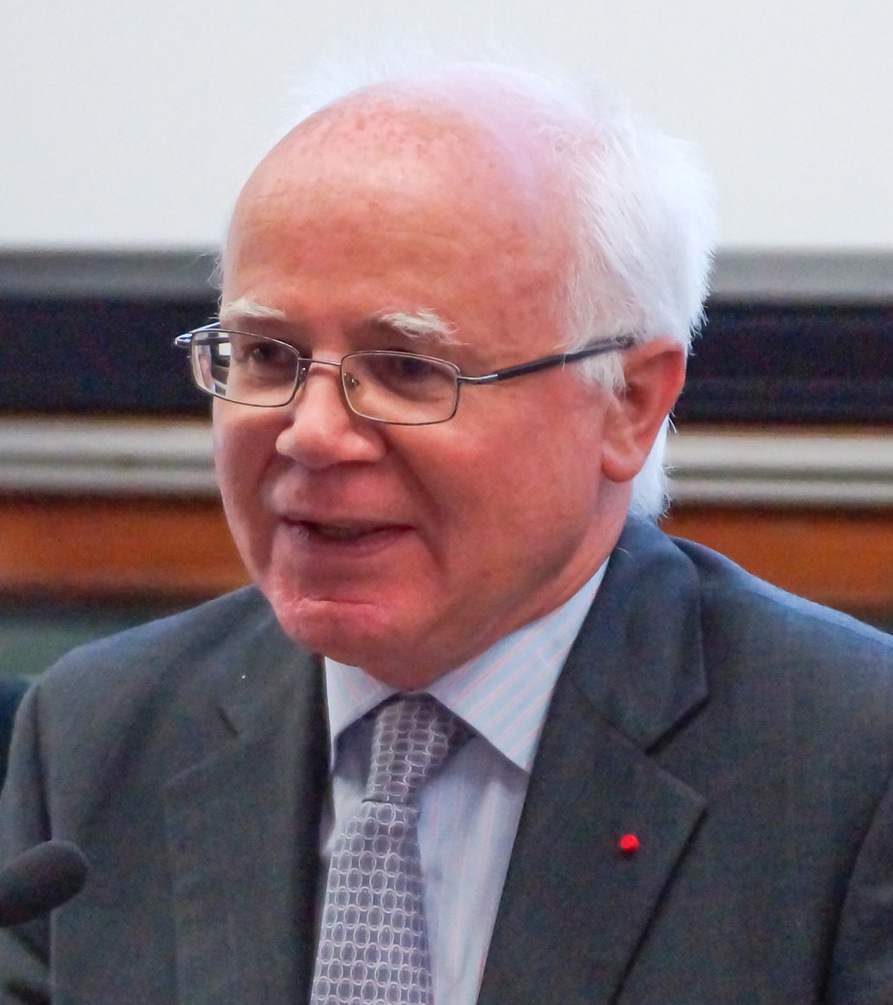
Bruno Lasserre, vice-président du Conseil d'État de mai 2018 à janvier 2022.

- L'article L131-6 précise que le collège de déontologie de la juridiction administrative est chargé :

1. De rendre un avis préalable à l'établissement de la charte de déontologie mentionnée à l'article L131-4 ;
2. De rendre des avis sur toute question déontologique concernant personnellement un membre de la juridiction administrative, sur saisine du membre concerné, du vice-président du Conseil d'État, d'un président de section du Conseil d'État, du secrétaire général du Conseil d'État, du président de la mission d'inspection des juridictions administratives, du président d'une cour administrative d'appel ou d'un tribunal administratif ou du Conseil supérieur des tribunaux administratifs et cours administratives d'appel ;
3. De formuler des recommandations de nature à éclairer les membres de la juridiction administrative sur l'application des principes déontologiques et de la charte de déontologie, à son initiative ou sur saisine du vice-président du Conseil d'État, d'un président de section du Conseil d'État, du secrétaire général du Conseil d'État, du président de la mission d'inspection des juridictions administratives, du président d'une cour administrative d'appel ou d'un tribunal administratif, du Conseil supérieur des tribunaux administratifs et cours administratives d'appel ou d'une organisation syndicale ou association de membres de la juridiction administrative ;
4. De rendre des avis sur les déclarations d'intérêts qui lui sont transmises dans les conditions prévues aux articles L131-7 et L231-4-1.

Il est également précisé que le président du collège de déontologie est désigné par le vice-président du Conseil d'État et que la durée du mandat des membres du collège de déontologie a été fixée pour une durée de trois ans, renouvelable une fois. Cette instance rend publiques ses recommandations et peut rendre publics, sous forme anonyme, ses avis.
Christian Vigouroux est le président du collège de la déontologie de la juridiction administrative. À ce titre, il est intervenu au sujet de la déontologie des acteurs du procès administratif au Colloque du 24 mai 2024 organisé par le tribunal de Rennes, afin de faire le point sur la portée de l’exigence d’impartialité, la liberté de parole dans le prétoire mais aussi en dehors à l'instar des commentaires sur les réseaux sociaux.

## Rôle et saisine
Prononcés sur la base d'une charte de déontologie, dans un but d'assistance et de conseil les membres de la juridiction administrative sur les aspects déontologiques de leurs fonctions, les avis de cette instance n’ont pas de force contraignante pour leurs destinataires. Ces derniers ne sont pas tenus de les suivre et ne peuvent pas former de recours juridictionnels contre eux.
Selon les termes de la charte de déontologie, deux catégories d’acteurs sont susceptibles de consulter ce collège :
- « par les membres de la juridiction administrative de toute question déontologique les concernant personnellement »
- « par le vice-président du Conseil d’État, par les présidents de section du Conseil d’État, par le secrétaire général du Conseil d’État, par le chef de mission permanente d’inspection des juridictions administratives, par les présidents des tribunaux administratifs et des cours administratives d’appel, ou encore par le Conseil supérieur des tribunaux administratifs et des cours administratives d’appel »

En outre, le collège peut émettre, de sa propre initiative, des recommandations.
En 2014, à la suite d'une controverse liée à l'élection d'un magistrat au sein du conseil municipal UMP de la ville d'Orléans où il sera chargé  de juger le « contentieux des étrangers », Étienne Quencez, président du tribunal administratif de Lyon a pris la décision de demander l'avis du collège de déontologie car cette fonction, selon ce dernier, pourrait « nuire à son impartialité ».
En 2019, Un conseiller municipal d'une petite commune a saisi le collège de déontologie de la juridiction administrative afin de savoir si son statut de magistrat s'oppose à ce qu'il soit directeur de la publication d'un journal diffusée gratuitement sur le territoire de la commune et accessible sur un site internet. Le collège de déontologie n’a soulevé aucune objection.

## Rapport d'activités
- Du 1er avril 2013 au 31 mars 2014, le collège s’est réuni à cinq reprises et s’est prononcé sur dix demandes d’avis et a émis une recommandation.

- du 1er avril 2014 au 31 mars 2015, le Collège s’est réuni à trois reprises et s’est prononcé sur neuf demandes d’avis. Six de ces neuf demandes émanaient de magistrats, deux (nos 2014-4 et 2014-9) de chefs de juridiction intervenant en cette qualité et une de la secrétaire générale du Conseil d’État (no 2015-1).

- Du 1er avril 2015 au 31 mars 2016, le Collège s’est réuni à deux reprises et s’est prononcé sur les trois demandes d’avis dont il a été saisi et qui émanaient respectivement, l’une de la secrétaire générale du Conseil d’État, les deux autres de magistrats administratifs.

- Du 1er avril 2018 au 31 mars 2019, quatre demandes d'avis ont été émis :

1. L’avis no 2018-2 du 19 novembre 2018 illustre les principes relatifs à la liberté d’expression d’un magistrat qui se trouve être par ailleurs titulaire d’un mandat électif.
2. L’avis no 2018-3 du 19 novembre 2018 porte sur la compétence et les attributions du Collège.
3. En ce qui concerne l'avis no 2018-4, le Collège était saisi par la secrétaire générale du Conseil d’État de la question de savoir si des membres du Conseil d’État sollicités par un cabinet d’avocats pour dispenser au sein de celui-ci des prestations rémunérées de formation continue pouvaient donner suite à cette proposition.
4. L’avis no 2019-1 du 18 février 2019 est relatif au cas très particulier des « conseillers d’État en service extraordinaire nommés pour exercer des fonctions consultatives » au sens du II de l’article L121-4 du code de justice administrative et à la possibilité pour ceux-ci de se livrer à des activités accessoires rémunérées.